# 盧士玫
盧 士玫（ろ しばい、生年不詳 - 825年）は、唐代の官僚・軍人。

## 経歴
山東の豪族の出身で、文士として身を立てた。その性格は端正で温厚であり、人と競争することなく、おくゆかしいことで評判があった。吏部員外郎を初任とし、吏部郎中に進み、京兆少尹に転じた。憲宗の陵墓を奉じて、刑罰を簡素にして事務を集めたため、当時の世論にその才能を推挙され、権知京兆尹事をつとめた。長慶元年（821年）、幽州節度使の劉総が兵権を返上して入朝し、自分の代わりに張弘靖を任用されたいと請願した。また瀛州と莫州を幽州節度から分離して、士玫を帥として任用するよう求めた。唐の朝廷はいずれも聞き入れた。士玫は瀛州刺史・検校右散騎常侍に任じられ、瀛莫等州都団練観察等使をつとめた。
ほどなく幽州で兵乱が起こり、張弘靖が拘禁されると、裨将の朱克融が軍権を握り、兵を瀛州・莫州に派遣して襲撃した。朝廷は観察使の名目では反乱に対処するのに不足とみて、その日のうちに士玫を検校工部尚書に任じ、瀛莫節度使とした。士玫は家財を傾けて軍資に転用し、数カ月にわたって反乱軍の進攻を防いだ。官軍の救援はやってこず、瀛州・莫州の兵も幽州に同情的な者が多かったため、ついに朱克融の兵に敗れた。士玫は捕らえられて幽州に送られ、賓館に幽閉された。朝廷が朱克融の罪を赦すと、士玫は洛陽に帰ることができた。ほどなく太子賓客に任じられ、分司東都をつとめた。虢州刺史に転じ、再び太子賓客となった。宝暦元年（825年）7月、死去した。工部尚書の位を追贈された。

## 伝記資料
- 『旧唐書』巻162 列伝第112
- 『新唐書』巻147 列伝第72